# Sindee Coxx
Sindee Coxx (Long Island, Nueva York; 21 de junio de 1970) es una actriz pornográfica estadounidense. Entró a la industria de las películas para adultos en 1995 haciendo únicamente escenas con otras chicas en un comienzo, pero luego pasó a hacer también escenas con hombres, época en la que expandió su repertorio a escenas interraciales. En el 2000 se casó con el camarógrafo y miembro del Salón de la Fama de AVN Barry Wood, y en diciembre de 2003 quedó embarazada.

## Premios
- 1997 Premios XRCO – Unsung Siren[5]
- 2002 Premios AVN – Mejor escena en video de solo mujeres – Where The Girls Sweat 5[6]